# Ergi
En la lengua nórdica antigua, el sustantivo ergi o regi (y sus formas adjetivales argr o ragr) significan literalmente afeminado o impropio del varón, y se aplicaba refiriéndose a la inclinación por el comportamiento homosexual pasivo, junto con sus derivados ergjask (convertirse en afeminado) y rassragr (culo ragr); por su parte, Stroðinn y sorðinn significan "sexualmente utilizado por otro hombre", y sansorðinn "confirmado como sexualmente utilizado por otro hombre".
No hay referencias sobre el lesbianismo. Además, la forma femenina de argr, org, no indicaba homosexualidad sino más bien que la mujer era algo lujuriosa o presuntuosa.

## Contexto social
En la sociedad vikinga, una cultura rural y agrícola, la necesidad de tener descendencia para asegurarse el futuro hacía imposible la convivencia exclusivamente homosexual, y como en otras sociedades antiguas sería más corriente la bisexualidad. Los antiguos vikingos no lo consideraban algo mal, aunque tampoco estaba bien considerada, ya que la palabra ergi se usaba como insulto. Y relacionaban el deseo homosexual con la brujería. Además se pensaba que un hombre que se sometiera sexualmente a otro hombre haría lo mismo en otras áreas, sería un seguidor en lugar de un líder, o estaría en un plano inferior al otro. Por tanto las objeciones a las relaciones homosexuales eran más bien por afectar al estatus o a la independencia más que por cuestiones morales.
En algunas regiones la homosexualidad se consideraba algo sagrado,[cita requerida] las personas homosexuales eran seres mágicos, dotados de poderes sobrenaturales, cuya cercanía era de buena suerte, ya que se contenía las dos esencias del ser humano, tanto la masculinidad, como la feminidad, ambos papeles en un solo ser y solían tener contacto directo con los dioses Sjöfn quien conduce las ideas y pensamientos de los hombres hacia el amor y Balder, Hijo de Odin que se le reconocía por ser el dios de la belleza y la inteligencia.
Algunos creen que existía una costumbre guerrera vikinga de violar a los enemigos vencidos como forma de humillación que hacía que se tuvieran prejuicios hacia el papel pasivo del varón. Sin embargo hay otros historiadores que consideran que la violación como forma de venganza no fue una costumbre vikinga, y si ocurrió alguna vez fue un hecho aislado.
Un conocido proverbio vikingo decía: "svá ergisk hverr sem eldisk”, "todos se convierten en ergi cuando llega la vejez". Esto para indicar que todos se vuelven débiles cuando llega la vejez. Aunque según otra traducción el refrán podría significar que se aceptara la homosexualidad una vez que los hombres hubieran formado una familia y maduraban, es decir, una vez que se había cumplido con la obligación social de aportar hijos a la comunidad.

## En la religión

### Seiðr
El seiðr o seid es la forma de chamanismo nórdico que incluía prácticas de hechicería y adivinación. En la época vikinga el ejercicio del seiðr era considerado ergi, por lo que mayoritariamente era practicado por mujeres llamadas völvas, o seiðkona (lit. "mujer del seid"), aunque también había algunos practicantes masculinos denominados seiðmaðr (lit. "hombre del seid"); si además era considerado homosexual se le denominaba seiðskratti (hechicero).

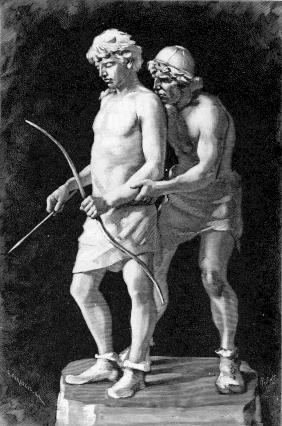
Loki engañando a Höðr.

La existencia de estos “sacerdotes” homosexuales, en especial del culto a los dioses Vanir, parece confirmada por los cronistas. Saxo Grammaticus menciona en su Gesta Danorum que algunos sacerdotes de Freyr presentaban aspecto y ademanes afeminados. [cita requerida] Dumézil cita datos de la existencia de un grupo de sacerdotes de Njörðr y Freyr que eran venerados, a pesar de participar de actos argr, y que llevaban peinados reservados a las mujeres o se vestían como tales.
La consideración del seiðr como impropio de los hombres era debida a que iba en contra del ideal masculino de honestidad y honor. Se creía que vencer a los enemigos por medio de magia sería un acto de cobardía. Además ciertos ritos incluirían sexualidad femenina explícita que en un hombre implicarían comportamientos homosexuales pasivos.
Además en el folklore germánico existía la creencia que las desviaciones sexuales, en especial el deseo homosexual, estaban causadas por una fuerza maléfica llamada nið, producida por unas criaturas mitológicas malvadas llamados nithings que influían en la gente por medio de la magia seid.

### Mitología
Loki es representado como un personaje astuto y embaucador, que con sus engaños algunas veces beneficia y otras perjudica a los demás dioses, y claramente bisexual. En el Gylfaginning se describe una de sus tretas en la que se convierte en yegua y mantiene un encuentro sexual con Svaðilfari, el caballo del gigante que estaba construyendo las murallas de Asgard interrumpiendo así su trabajó para no tener que pagarle. En el acto engendraría a Sleipnir, el caballo de ocho patas con el que obsequió a Odín. Cabe mencionar que el término “yegua” era una forma indirecta comúnmente utilizada para llamar despectivamente a un hombre homosexual pasivo.
En el Lokasenna el mismo Odín, rey de los dioses, es acusado por Loki de ser ergi por practicar la magia femenina, seiðr, con la diosa Freyja.

## En las sagas
En los relatos épicos de las sagas se mencionan prácticas homosexuales de algunos de sus héroes como Helgi Hundingsbane de la saga Volsunga y Helgakviða Hundingsbana I y II o Grettir de la saga Grettla, se dice de este último, en el poema Grettisfærsla, que ha tenido relaciones sexuales con "Doncellas y viudas, las esposas de todo el mundo, los hijos de los agricultores, deanes y cortesanos, abades y abadesas, vacas y terneros, en verdad con casi todas las criaturas vivientes”.
En la saga sturlunga Gudmund rapta a un hombre y a su esposa y planea violar tanto a la mujer como el hombre como un medio de humillación.
En el manuscrito de sagas Möðruvallabók del siglo XIV se menciona el término argaskattr (pago a un argr) lo que parece implicar prostitución masculina.

## En las leyes
En la legislación precristiana no hay ninguna ley que prohíba o permita la homosexualidad, pero se menciona indirectamente numerosas veces en las leyes contra las ofensas e insultos. Por ejemplo en el código legal Grágás se dice:
Hay tres términos graves cuando se llama afeminado que dan lugar a una demanda cuando son dichos a un hombre, o si es usado sexualmente por otro hombre, entonces el perjudicado puede entablar una demanda por términos de abuso, e incluso tiene la posibilidad de vengarse en combate por esas palabras empleadas contra él.
También se menciona que aquellos que intentaban evitar el matrimonio eran penalizados por la ley. Un hombre que rechazara el matrimonio era denominado fuðflogi (lit. el que huye de la vagina) mientras que una mujer que evitara el matrimonio era flannfluga (lit. la que huye del pene).